# Philippe Houben
Philippe Jean Louis Houben (ur. 4 czerwca 1881 w Brukseli, zm. ?) – belgijski pływak, uczestnik Letnich Igrzysk Olimpijskich 1900 w Paryżu.
Wystartował we francuskiej drużynie Pupilles de Neptune de Lille I w turnieju piłki wodnej, dlatego Międzynarodowy Komitet Olimpijski traktują ją jako mieszaną. Zajął z nią 5. miejsce. Z tą samą drużyną miał wziąć udział w drużynowym pływaniu na 200 m, lecz ostatecznie nie płynął, a drużyna pomimo braku zawodnika wywalczyła brązowy medal.